# American Murder: The Family Next Door
American Murder: The Family Next Door is een Amerikaanse documentairefilm uit 2020, geregisseerd door Jenny Popplwell voor streamingdienst Netflix. Die het waargebeurde verhaal over een familiemoord vertelt.

## Verhaal
De documentairefilm vertelt het verhaal van de in 2018 waargebeurde familiemoord, dat plaats vond in Frederick, Colorado. Het verhaal wordt verteld aan de hand van archiefbeelden, waaronder de video's en socialemediaberichten van het slachtoffer, opnamen van wetshandhaving instanties, beelden van bewakingscamera's en sms-berichten.
De film geeft in eerste instantie niet direct prijs wat er gebeurt is, pas halverwege het verhaal wordt onthult dat de vader van het gezin zijn zwangere vrouw en twee dochters vermoord heeft, de precieze reden waarom hij dit deed heeft hij niet bekend gemaakt.

## Ontvangst
American Murder: The Family Next Door ging op 30 september 2020 op streamingdienst Netflix in première en werd door het publiek in het algemeen positief ontvangen. Op Rotten Tomatoes heeft de film een score van 86% op basis van 22 beoordelingen. Metacritic komt op een score van 67/100, gebaseerd op 5 beoordelingen.
Daarnaast werd de documentaire tijdens de eerste maand dat hij op Netflix stond door ruim 52 miljoen huishoudens bekeken, dit maakte het destijds de best bekeken documentaire op Netflix ooit.